# The Mandalorian
The Mandalorian er en amerikansk space-western tv-serie, skabt af Jon Favreau til streamingtjenesten Disney+. Det er den første live-action tv-serie i Star Wars-franchisen, og den udspiller sig fem år efter begivenhederne i Jedi-ridderen vender tilbage, med Pedro Pascal som titlens karakter, en enlig dusørjæger som er på flugt for at beskytte "Barnet".
Serien havde premiere den 12. november, 2019. Den første sæson modtog positive anmeldelser.

## Handling
Serien begynder fem år efter begivenhederne i Jedi-ridderen vender tilbage og Imperiets fald og følger Din Djarin, (kendt som "The Mandalorian) en enlig dusørjæger i Ydre Ring. Han bliver hyret af en kejserlig fraktion for at fange "Barnet", Grogu, men vælger at flygte for at beskytte Grogu. Mens The Mandalorian prøver at finde Grogus artsfælle, bliver de forfulgt af Moff Gideon, som vil bruge barnets forbindelse med Kraften. Duoen rejser til Mandalore, så Din Djarin kan sone for at have afført sig sin hjelm.

## Medvirkende
- Pedro Pascal som Din Djarin / The Mandalorian
  - Brendan Wayne (søn af John Wayne, ukrediteret) som The Mandalorian
- Gina Carano som Cara Dune (indtil 2021)
- Nick Nolte som Kuiil
- Carl Weathers som Greef Carga
- Emily Swallow som The Armorer
- Omid Abtahi som Dr. Pershing
- Taika Waititi som IG-11
- Werner Herzog som Klienten
- Amy Sedaris som Peli Motto
- Ming Na-Wen som Fennec Shand
- Giancarlo Esposito som Moff Gideon

En figur (Barnet / Grogu) fra Yoda's art spilles af en dukke.

## Serieoversigt
| Sæson | Sæson | Afsnit | Oprindelig udgivet | Oprindelig udgivet |
| Sæson | Sæson | Afsnit | Start              | Slut               |
| ----- | ----- | ------ | ------------------ | ------------------ |
|       | 1     | 8      | 12. november, 2019 | 27. december, 2019 |
|       | 2     | 8      | 30. oktober, 2020  | 18. december, 2020 |
|       | 3     | 8      | 1. marts, 2023     | 19. april, 2023    |

### Sæson 1 (2019)
| Nr. i serie | Nr. i sæson | Titel                                                     | Instruktør          | Forfatter                                                                        | Oprindelig udgivelsesdato |
| ----------- | ----------- | --------------------------------------------------------- | ------------------- | -------------------------------------------------------------------------------- | ------------------------- |
| 1           | 1           | "Chapter 1: The Mandalorian" "Kapitel 1: The Mandalorian" | Dave Filoni         | Jon Favreau                                                                      | 12. november 2019         |
| 2           | 2           | "Chapter 2: The Child" "Kapitel 2: Barnet"                | Rick Famuyiwa       | Jon Favreau                                                                      | 15. november 2019         |
| 3           | 3           | "Chapter 3: The Sin" "Kapitel 3: Forsyndelsen"            | Deborah Chow        | Jon Favreau                                                                      | 22. november 2019         |
| 4           | 4           | "Chapter 4: Sanctuary" "Kapitel 4: Tryghed"               | Bryce Dallas Howard | Jon Favreau                                                                      | 29. november 2019         |
| 5           | 5           | "Chapter 5: The Gunslinger" "Kapitel 5: Revolvermanden"   | Dave Filoni         | Dave Filoni                                                                      | 6. december 2019          |
| 6           | 6           | "Chapter 6: The Prisoner" "Kapitel 6: Fangen"             | Rick Famuyiwa       | Historie af: Christopher Yost TV-manuskript af: Christopher Yost & Rick Famuyiwa | 13. december 2019         |
| 7           | 7           | "Chapter 7: The Reckoning" "Kapitel 7: Opgøret"           | Deborah Chow        | Jon Favreau                                                                      | 18. december 2019         |
| 8           | 8           | "Chapter 8: Redemption" "Kapitel 8: Forløsningen"         | Taika Waititi       | Jon Favreau                                                                      | 27. december 2019         |

### Sæson 2 (2020)
| Nr. i serie | Nr. i sæson | Titel                                                   | Instruktør          | Forfatter     | Oprindelig udgivelsesdato |
| ----------- | ----------- | ------------------------------------------------------- | ------------------- | ------------- | ------------------------- |
| 9           | 1           | "Chapter 9: The Marshal" "Kapitel 9: Fogeden"           | Jon Favreau         | Jon Favreau   | 30. oktober 2020          |
| 10          | 2           | "Chapter 10: The Passenger" "Kapitel 10: Passageren"    | Peyton Reed         | Jon Favreau   | 6. november 2020          |
| 11          | 3           | "Chapter 11: The Heiress" "Kapitel 11: Arvingen"        | Bryce Dallas Howard | Jon Favreau   | 13. november 2020         |
| 12          | 4           | "Chapter 12: The Siege" "Kapitel 12: Belejringen"       | Carl Weathers       | Jon Favreau   | 20. november 2020         |
| 13          | 5           | "Chapter 13: The Jedi" "Kapitel 13: Jedien"             | Dave Filoni         | Dave Filoni   | 27. november 2020         |
| 14          | 6           | "Chapter 14: The Tragedy" "Kapitel 14: Tragedien"       | Robert Rodriguez    | Jon Favreau   | 4. december 2020          |
| 15          | 7           | "Chapter 15: The Believer" "Kapitel 15: Den Troende"    | Rick Famuyiwa       | Rick Famuyiwa | 11. december 2020         |
| 16          | 8           | "Chapter 16: The Rescue" "Kapitel 16: Redningsaktionen" | Peyton Reed         | Jon Favreau   | 18. december 2020         |

### Sæson 3 (2023)
| Nr. i serie | Nr. i sæson | Titel                                                               | Instruktør          | Forfatter                  | Oprindelig udgivelsesdato |
| ----------- | ----------- | ------------------------------------------------------------------- | ------------------- | -------------------------- | ------------------------- |
| 17          | 1           | "Chapter 17: The Apostate" "Kapitel 17: Apostaten"                  | Rick Famuiywa       | Jon Favreau                | 1. marts 2023             |
| 18          | 2           | "Chapter 18: The Mines of Mandalore" "Kapitel 18: Mandalores miner" | Rachel Morrison     | Jon Favreau                | 8. marts 2023             |
| 19          | 3           | "Chapter 19: The Convert" "Kapitel 19: Konvertitten"                | Lee Usaac Chung     | Noah Kloor og Jon Favreau  | 15. marts 2023            |
| 20          | 4           | "Chapter 20: The Founding" "Kapitel 20: Hittebarnet"                | Carl Weathers       | Jon Favreau og Dave Filoni | 22. marts 2023            |
| 21          | 5           | "Chapter 21: The Pirate" "Kapitel 21: Piraten"                      | Peter Ramsey        | Jon Favreau                | 29. marts 2023            |
| 22          | 6           | "Chapter 22: Guns for Hire" "Kapitel 22: Lejesvende"                | Bryce Dallas Howard | Jon Favreau                | 5. april 2023             |
| 23          | 7           | "Chapter 23: The Spies" "Kapitel 23: Spionerne"                     | Rick Famuyiwa       | Jon Favreau                | 12. april 2023            |
| 24          | 8           | "Chapter 24: The Return" "Kapitel 24: Tilbagevenden"                | Rick Famuyiwa       | Jon Favreau                | 19. april 2023            |

## Produktion

### Udvikling
I marts 2018 blev det offentliggjort at Jon Favreau var ved at udvikle en ny serie.

### Casting
I 2021 blev Gina Carano, der spiller Cara Dune, fyret efter et Instagram-opslag hvor hun sammenlignede politisk polarisering med Holocaust.

## Udgivelse
Traileren til serien udkom den 24. august 2019.